# Кузяєв Махадест Яхійович
Махадест Яхійович Кузяєв (нар. 1939) — радянський футболіст, виступав на позиції нападника.

## Життєпис
Кар'єру розпочав 1957 року в команді класу «Б» «Зеніт» Іжевськ. У 1963 році перейшов у команду першої підгрупи класу «А» «Динамо» Ленінград, у 29 матчах забив 8 м'ячів. У двох наступних сезонах у другій групі класу «А» за «Динамо» провів 59 матчів, відзначився 19 голами. У 1966 році в дніпропетровському «Дніпрі» відзначився одним голом у 19 матчах. Далі грав у командах «Зірка» Кіровоград (1967), «Сталь» Дніпропетровськ (1967), «Локомотив» Дніпропетровськ (1968-1969).
Родич футболістів Кабіра (молодший брат), Адьяма (дядько), Руслана та Далер Кузяєва (двоюрідний дід).